# Női 3000 méteres gyorskorcsolya az 1972. évi téli olimpiai játékokon
Az 1972. évi téli olimpiai játékokon a gyorskorcsolya női 3000 méteres versenyszámát február 12-én rendezték. Az aranyérmet a holland Stien Baas-Kaiser nyerte meg. A versenyszámban nem vett részt magyar versenyző.

## Rekordok
A versenyt megelőzően a következő rekordok voltak érvényben:
| Világrekord     | Stien Baas-Kaiser (NED) | 4:46,5 | Davos, Svájc            | 1971. január 16.  |
| Olimpiai rekord | Ans Schut (NED)         | 4:56,2 | Grenoble, Franciaország | 1968. február 12. |

A versenyen új olimpiai rekord született:
| Stien Baas-Kaiser (NED) | 4:52,14 | Szapporo, Japán | 1972. február 12. |

## Végeredmény
Mindegyik versenyző egy futamot teljesített, az időeredmények határozták meg a végső sorrendet. Az időeredmények másodpercben értendők. A rövidítések jelentése a következő:
- OR: olimpiai rekord

| Helyezés | Versenyző              | Nemzet                 | Idő        |
| -------- | ---------------------- | ---------------------- | ---------- |
| Arany    | Stien Baas-Kaiser      | Hollandia (NED)        | 4:52,14 OR |
| Ezüst    | Dianne Holum           | Egyesült Államok (USA) | 4:58,67    |
| Bronz    | Atje Keulen-Deelstra   | Hollandia (NED)        | 4:59,91    |
| 4.       | Sippie Tigchelaar      | Hollandia (NED)        | 5:01,67    |
| 5.       | Nyina Sztatkevics      | Szovjetunió (URS)      | 5:01,79    |
| 6.       | Kapitolina Szeregina   | Szovjetunió (URS)      | 5:01,88    |
| 7.       | Tuula Vilkas           | Finnország (FIN)       | 5:05,92    |
| 8.       | Ljudmila Szavrulina    | Szovjetunió (URS)      | 5:06,61    |
| 9.       | Han Philhva            | Észak-Korea (PRK)      | 5:07,24    |
| 10.      | Sigrid Sundby-Dybedahl | Norvégia (NOR)         | 5:07,76    |
| 11.      | Kim Pokszun            | Észak-Korea (PRK)      | 5:07,93    |
| 12.      | Koike Szatomi          | Japán (JPN)            | 5:09,21    |
| 13.      | Kim Okszun             | Észak-Korea (PRK)      | 5:09,69    |
| 14.      | Sylvia Filipsson       | Svédország (SWE)       | 5:11,13    |
| 15.      | Rosemarie Taupadel     | NDK (GDR)              | 5:12,85    |
| 16.      | Ide Kaname             | Japán (JPN)            | 5:17,30    |
| 17.      | Leah Poulos            | Egyesült Államok (USA) | 5:17,38    |
| 18.      | Aruga Akiko            | Japán (JPN)            | 5:22,60    |
| 19.      | Cson Szonok            | Dél-Korea (KOR)        | 5:24,27    |
| 20.      | Kirsti Biermann        | Norvégia (NOR)         | 5:26,21    |
| 21.      | Arja Kantola           | Finnország (FIN)       | 5:30,88    |
| 22.      | Jeanne Omelenchuk      | Egyesült Államok (USA) | 5:32,87    |